# Erythrolamprus festae
Erythrolamprus festae är en ormart som beskrevs av Peracca 1897. Erythrolamprus festae ingår i släktet Erythrolamprus och familjen snokar. Inga underarter finns listade i Catalogue of Life.
Arten förekommer i Ecuador öster om Anderna och i angränsande områden av norra Peru. Den vistas i regioner som ligger 600 till 1680 meter över havet. Habitatet utgörs av fuktiga skogar och ibland besöks betesmarker i närheten. Honor lägger ägg.
Intensivt skogsbruk och skogens omvandling till jordbruksmark eller trafikstråk hotar beståndet. Erythrolamprus festae är fortfarande vanligt förekommande. IUCN listar arten som livskraftig (LC).